# Санькя
«Санькя» — роман русского писателя Захара Прилепина, посвящённый современным русским революционерам.
Опубликован в 2006 году в издательстве «Ad Marginem», затем неоднократно переиздавался.

## Сюжет
Русский парень Александр Тишин — активист радикального левопатриотического «Союза созидающих», созданного интеллектуалом Костенко. При обострении конфликта организации с государством он уходит в подполье.

## Персонажи
- Саша Тишин
- Галина, мать Тишина
- Дед Тишина
- Бабушка Тишина
- Шаронова Яна
- Матвей
- Негатив
- Олег спецназовец
- Позик
- Веня
- Лёша Рогов
- Костя Соловый
- Безлетов

## Отзывы
Положительно о книге отозвались писатели Эдуард Лимонов и Александр Проханов, последний похвалил, в частности, «очень хороший, добротный русский традиционный язык» Прилепина. Искусствовед Михаил Швыдкой воспринял роман «Санькя» как сильное и трагическое высказывание о поколении молодых людей, оказавшихся в рядах нацболов.
В октябре 2008 года бизнесмен Пётр Авен написал для журнала «Русский пионер» отрицательную рецензию на роман «Санькя», упрекнув Прилепина и его товарищей по национал-большевистской партии Эдуарда Лимонова в том, что «они призывают народ к революции, бунту, не понимая, какие последствия это может вызвать».

## Награды
- Премия «Эврика» (2006)
- Всекитайская Международная Литературная премия «Лучшая иностранная книга 2006 года» (2007)
- Литературная премия «Ясная Поляна» имени Льва Толстого (номинация «XXI век») (2007)

## Театральные постановки
- «Отморозки»[6][7][8]

## Издания
- «Санькя». Роман. Издательство «Ad Marginem» 2006
- «Санькя». Роман. Издательство «Ad Marginem». 4-е издание, исправленное и дополненное. 2008
- «Санькя». Роман. Издательство «Ad Marginem». Издание исправленное и дополненное. 2009

## Издания на других языках
Кроме русского, роман «Санькя» был переведен и издан на китайском, польском, французском, сербском, румынском, итальянском, немецком.